# Virulentie
Virulentie is een maat voor de hoeveelheid schade die een micro-organisme in zijn gastheer aanricht. Het is een kwantitatief begrip voor de mate van pathogeniteit en kan worden beschreven als ziekmakend vermogen.
Een virulente bacteriofaag zal na infectie van de gastheercel deze direct instrueren om kopieën van de bacteriofaag te maken, waardoor de gastheer snel sterft. Een minder virulente bacteriofaag kan zijn genoom inbouwen in het bacteriële genoom en gedurende het leven van de bacterie steeds nieuwe fagen laten produceren.

## Evolutie
Er is druk op parasieten vanuit de evolutie om steeds minder virulent te worden: uiteindelijk zal een minder virulente variant zich beter kunnen verspreiden dan een zeer virulente variant die de gastheer onmiddellijk doodt. Vergelijk bijvoorbeeld de besmettingen van een griepvirus met die van ebola: ebola is zo dodelijk dat ondanks de grote besmettelijkheid slechts een klein gebied door een epidemie wordt getroffen. Vaak zijn het nieuwe parasieten (die overgesprongen zijn vanaf een andere gastheer) die erg virulent zijn.
Virulentiefactor is een product van een bacterie, vaak een eiwit of een koolhydraat, dat mede de virulentie en dus de pathogeniteit bepaalt.

## Infectiedosis (ID50)
Een maat voor de virulentie van een pathogeen is de ID50 of infectiedosis. De infectiedosis is het aantal micro-organismen dat 50% van een populatie in normale omstandigheden ziek maakt. Hoe kleiner de ID50, hoe groter de virulentie. 

Verwekkers van darminfecties hebben vaak een zeer hoge ID50, bijvoorbeeld 107 omdat door afsterving van het maagzuur en darmpassage slechts een zeer klein deel zich kan hechten aan het slijmvlies. Bij infectie van de buikholte door bijvoorbeeld een wond zijn 10 bacteriën al genoeg om een infectie te veroorzaken. De ID50 is in dit geval meer een maat voor de weerstand van de porte d'entrée dan voor de eigenschappen van het micro-organisme. 